# Projecte Teacher in Space

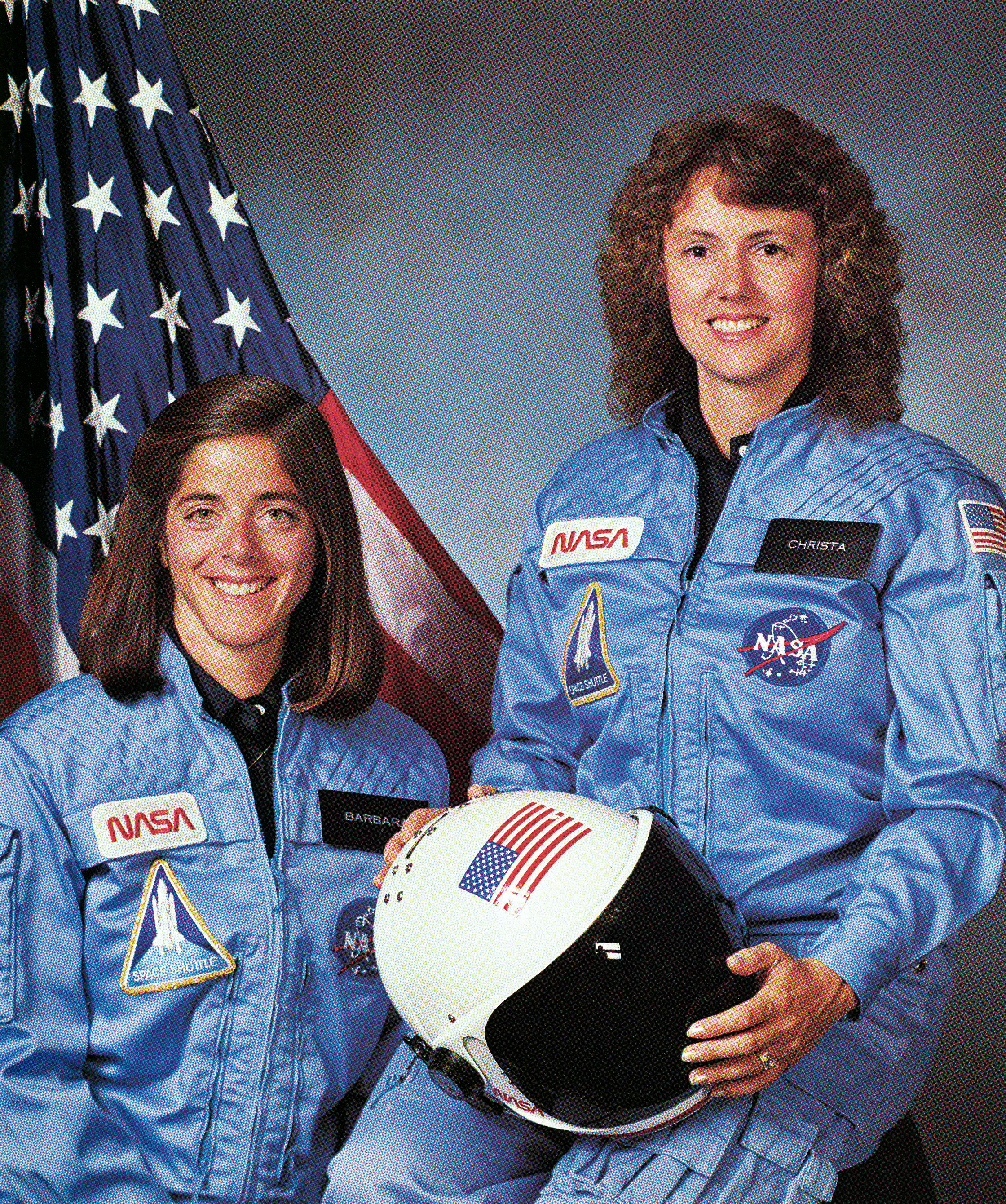
Christa McAuliffe (dreta) i Barbara Morgan (esquerra), la primera tripulant del Programa Teacher In Space.

El projecte Teacher in Space (en anglès, Teacher in Space Project, "Projecte Mestre a l'Espai") (TISP) és un antic programa espacial de la National Aeronautics and Space Administration (NASA). Fou llançat el 27 d'agost del 1984 pel President dels Estats Units Ronald Reagan. L'objectiu era encoratjar els estudiants, honrar els mestres i estimular l'interès per les matemàtiques, les ciències i l'exploració espacial. El 1985, més d'11.000 mestres s'inscrigueren al programa, i la NASA seleccionà Christa McAuliffe per ser la primera mestra a l'espai, sent Barbara Morgan la seva substituta. McAuliffe morí a l'accident del transbordador espacial Challenger (STS-51-L) el 28 de gener del 1986.